# The Team (série télévisée)
The Team (littéralement L’équipe) est une série télévisée policière européenne (coproduction allemande/danoise/belge/autrichienne), créée par Mai Brostrøm et Peter Thorsboe, et diffusée à partir du 22 février 2015 sur DR1 au Danemark, du 5 mars sur ORF eins en Autriche et du 8 mars sur ZDF en Allemagne. En France, la série est diffusée depuis le 20 août 2015 sur Arte.
La première saison de la série suit l’enquête des polices danoises, allemandes et belges sur le meurtre de trois prostituées, au sein d’une « équipe commune d’enquête » (ECE) formée par Europol. Une nouvelle ECE est constituée pour la seconde saison afin d'enquêter sur les meurtres de réfugiés, humanitaires et une jeune femme en lien avec Daech.

## Synopsis
Saison 1
Après le meurtre de trois prostituées à Copenhague (au Danemark), Berlin (en Allemagne) et Anvers (en Belgique) selon le même mode opératoire en moins de 48 h, une « équipe commune d’enquête » (ECE) est formée par Europol, l’agence européenne de police. Les enquêteurs Harald Bjørn, de la police danoise, Jackie Mueller, de la police allemande et Alicia Verbeek, de la police belge, doivent coopérer. Ils se retrouvent à enquêter sur une vaste organisation criminelle et son parrain, Marius Loukauskis.

## Distribution

### Acteurs principaux
- Lars Mikkelsen (VF : Patrick Béthune) : Harald Bjørn, chef de l’équipe danoise, commissaire divisionnaire de la police criminelle de Copenhague (saison 1)
- Jasmin Gerat : Jackie Mueller, chef de l’équipe allemande, commissaire à l’office fédéral de police criminelle d'Allemagne (saison 1)
- Veerle Baetens (VF : Laura Blanc) : Alicia Verbeek, chef de l’équipe belge, commissaire adjointe à l’unité de police criminelle d’Anvers (saison 1)
- Nicholas Ofczarek : Marius Loukauskis, gangster lituanien (saison 1)
- Carlos Leal : Jean-Louis Poquelin, premier suspect des assassinats (saison 1)
- Jürgen Vogel (VF : Maurice Decoster) : Gregor Weiss (saison 2)
- Marie Bach Hansen (VF : Ingrid Donnadieu) : Nelly Winther (saison 2)
- Lynn Van Royen (VF : Victoria Grosbois) : Paula Liekens (saison 2)
- Fatima Adoum : Mariam Barkiri (saison 2)
- Marie Bäumer (VF : Marion Valantine) : Barbara (saison 2)
- Tom Vermeir (VF : Ludovic Baugin) : Jan (saison 2)
- Nora von Waldstätten (VF : Flora Brunier) : Lucy (saison 2)

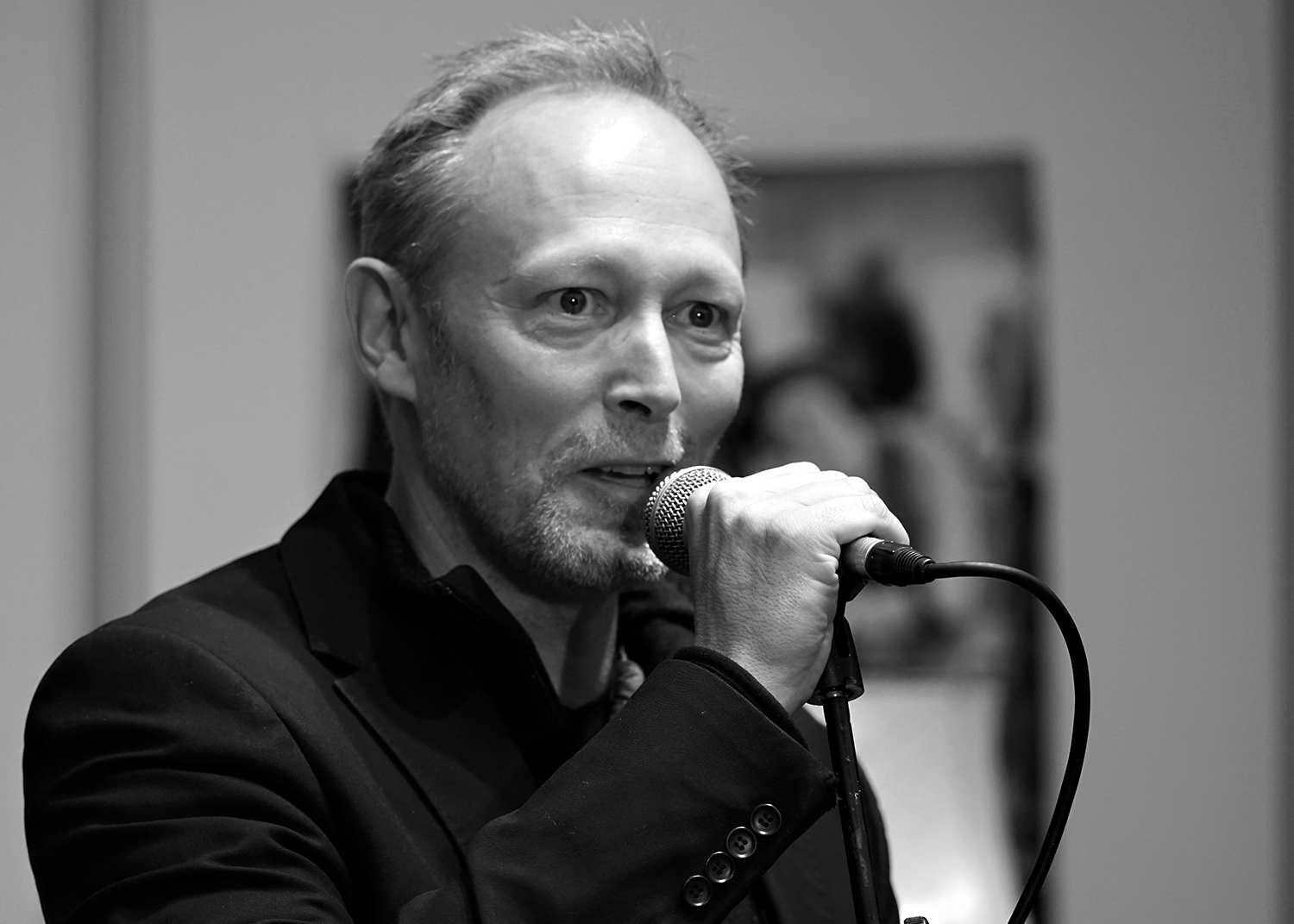
Lars Mikkelsen alias Harald Bjørn.
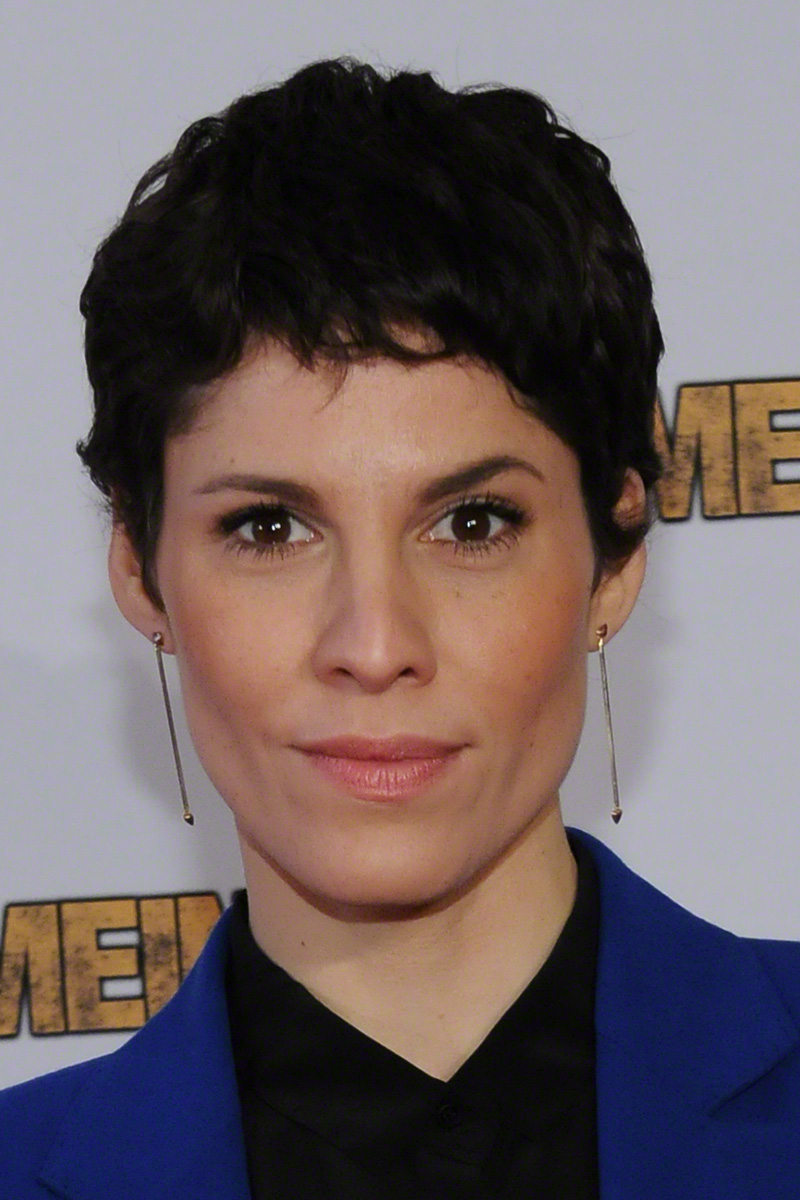
Jasmin Gerat alias Jackie Mueller.
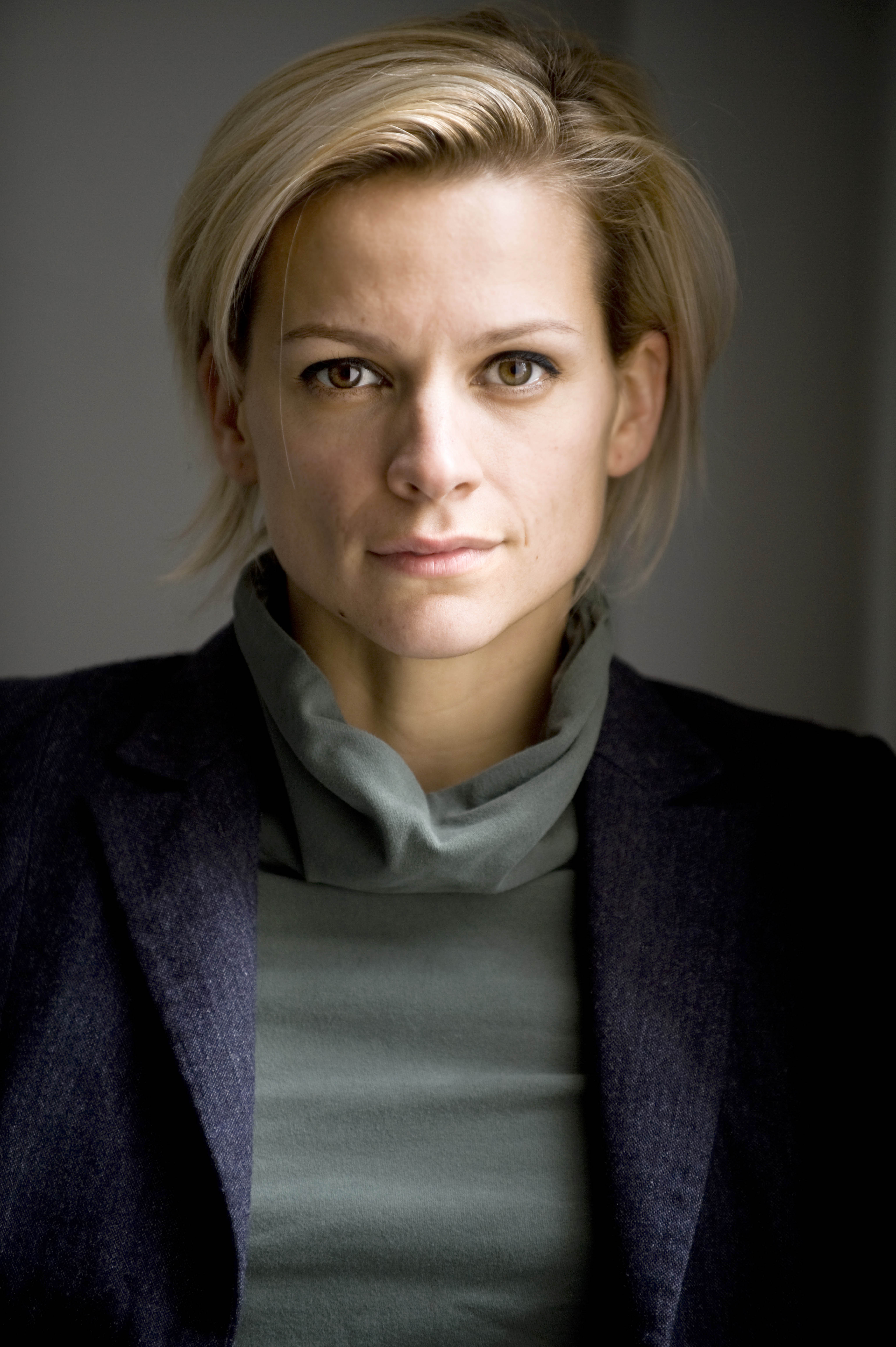
Veerle Baetens alias Alicia Verbeek.
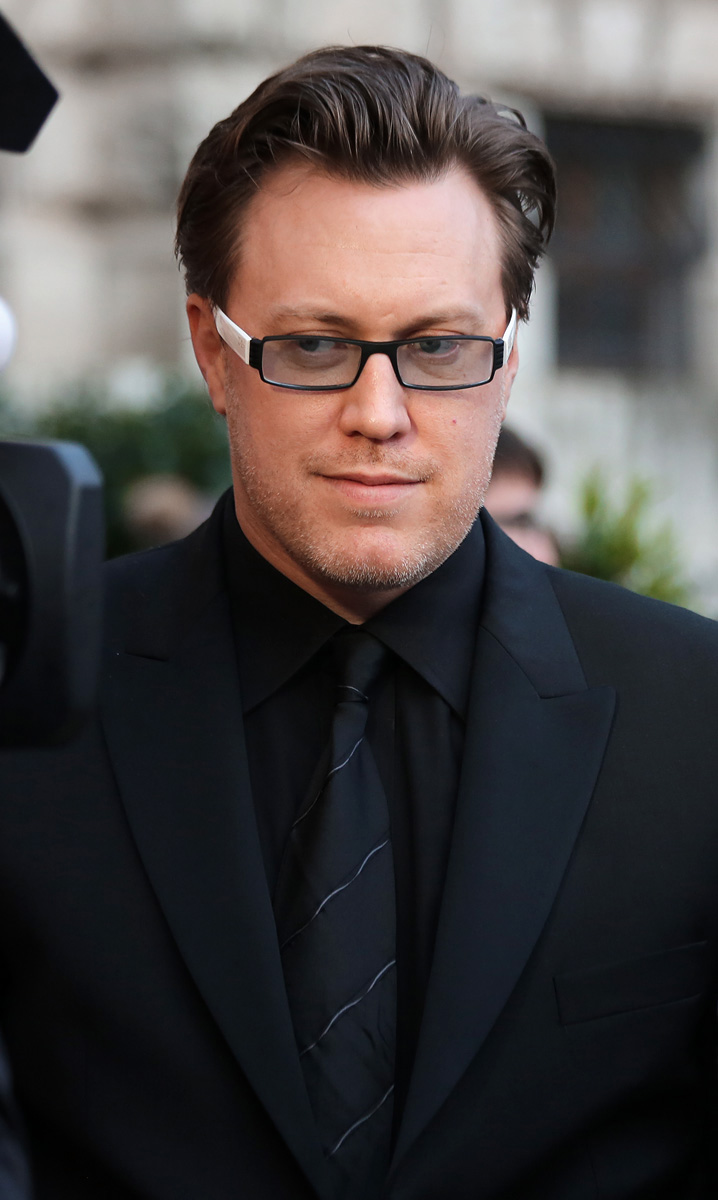
Nicholas Ofczarek alias Marius Loukauskis.
Carlos Leal alias Jean-Louis Poquelin.
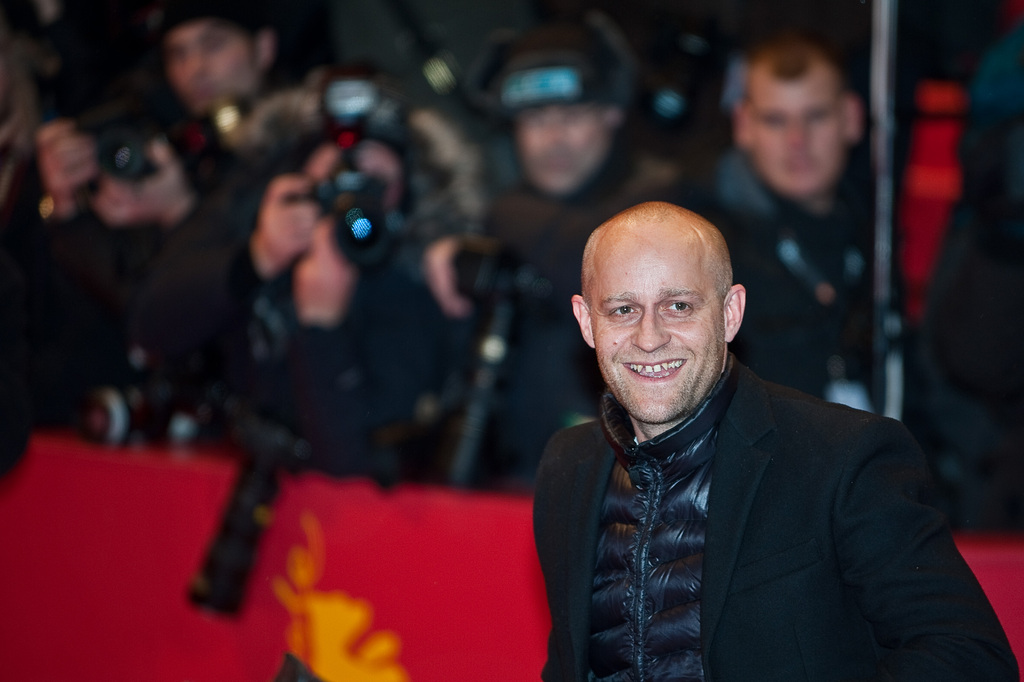
Jürgen Vogel alias Gregor Weiss.
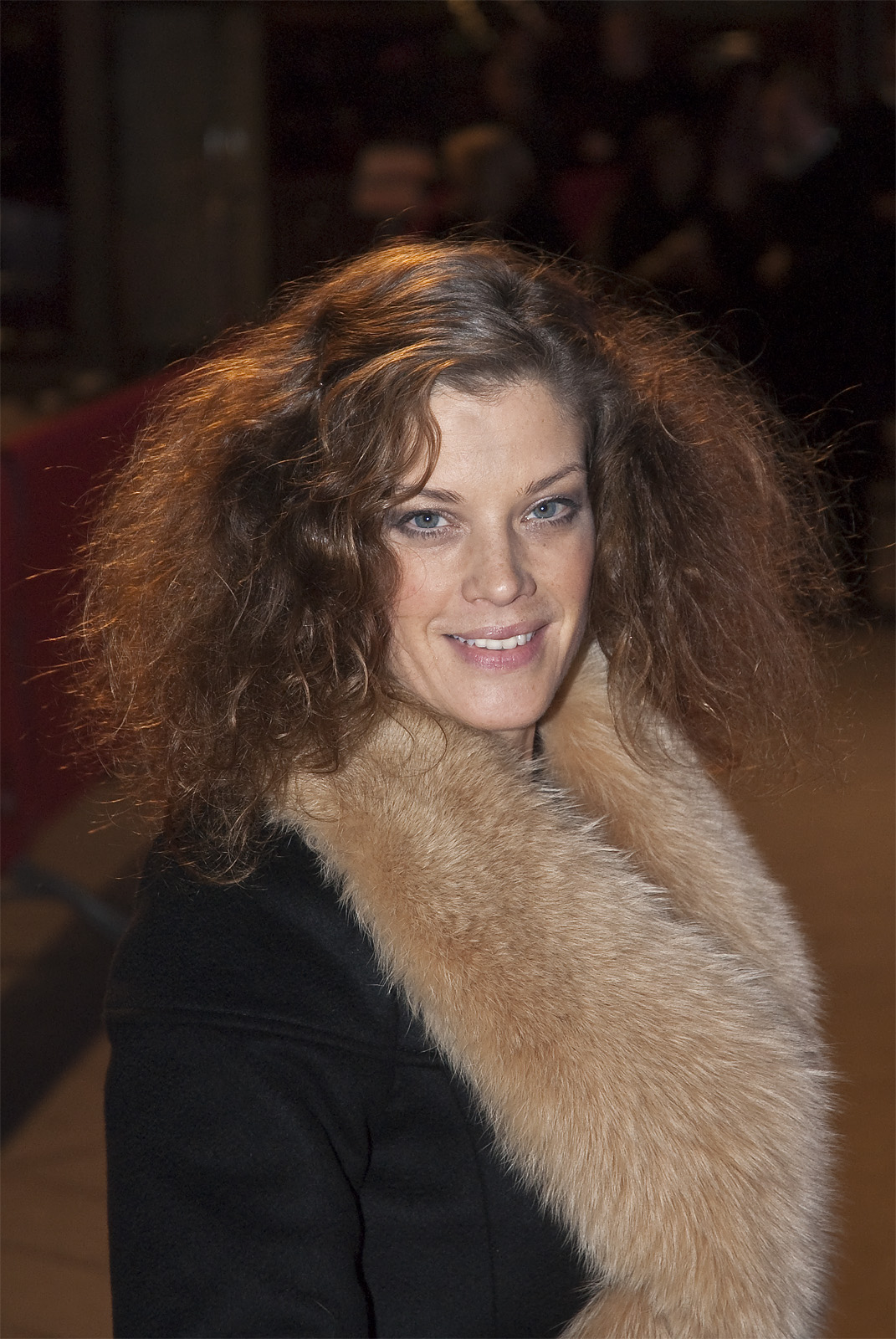
Marie Bäumer alias Barbara.

### Acteurs récurrents
- Ida Engvoll (VF : Dorothée Pousséo) : Kit Ekdal, équipière de Harald
- Koen De Bouw : Frank Aers, équipier d’Alicia
- Miriam Stein : Natascha Stark, assistante de Jackie, fille de Rainer
- Hilde Van Mieghem : Stéphane Pernel, patron d’Alicia Verbeek, juge d'instruction
- Alexandra Rapaport : Liv Eriksen, épouse de Harald Bjørn, psychiatre médico-légale
- Filip Peeters : Bruno Koopmann, chef de la sécurité de Marius
- Marc Benjamin : Max Ritter, agent sous couverture allemand
- Jella Haase : Bianca Loukauskis, fille de Marius et Dahlia
- Sunnyi Melles : Iris Gabler, mère de Maria, riche chanteuse de jazz
- Andreas Pietschmann : Elias Mueller, époux de Jackie Mueller
- André Hennicke : Rainer Stark, commandant de police
- Ole Gorter Boisen (da) (VF : Yann Guillemot) : Erald Bjørn, alias Finn
- Nadeshda Brennicke : Dahlia Loukauskis, ex-épouse de Marius
- Lisbeth Wulff (da) : Else Hojby
- Waage Sandø (VF : Benoît Allemane) : Henning Schultz
- Troels Lyby (VF : Eric Marchal) : Carsten Holm

### Acteurs secondaires
- Thomas Levin (no) : Villads, compagnon de Kit
- Georg Veitl : Günther Storm, scientifique de la brigade criminelle de Berlin
- Christian Hoening (de) : Monsieur Grau, serveur du restaurant Picolla stella
- Celia Birkholz : Lea Mueller, fille aînée de Jackie et Elias
- Mathilde Fiedler : Lilli Mueller, seconde fille de Jackie, dont le père biologique est Harald
- Kim Hertogs : Gemma Jonker, agent à la Sûreté de l’État
- Gilda De Bal (nl) : Édith, gouvernante de Stéphane Pernel
- Line Pillet : Fifi Verbeek, petite sœur d’Alicia
- Marijke Pinoy : Justine Verbeek, mère d’Alicia et de Fifi, alcoolique
- Hugh Ross : William MacLean d’Europol
- Harald Windisch (de) (VF : Bruno Choël) : Oscar Koberger, commandant de l’unité d’élite de Salzbourg
- Gerhard Liebmann : Dennis Dunkl, policier autrichien
- Leo Gregory (en) : Mickey Jones, l’un des frères ayant torturé Jean-Louis, drogué
- Thomas Voss (da) : Tueur cagoulé surgissant à la fin de l’épisode 4
- Milton Welsh (de) : Théo Janke, conducteur de poids-lourd, souteneur et dealer de Maria, ancien garde du corps de Marius
- Amelie Plaas-Link (de) (VF : Leslie Lipkins) : Lulu Blazer
- Natalia Rudziewicz (de) : Maria Gabler, Maria Schmidt depuis ses 20 ans, alias Diamant Rose, la prostituée allemande assassinée à Berlin, dont le doigt coupé est l’auriculaire de la main droite
- Peter Benedict (de) : Roland Arendt, père de Maria, époux d’Iris
- Rudi Köhnke (da) : Billy, gérant de l’hôtel Europa (ou Norden)
- Simonetta Solder (VF : Louise Lemoine Torrès) : Gabriella Vinci, ancienne mama des quatre prostituées, assassinée à Salzbourg selon le même mode opératoire que les quatre prostituées, dont le doigt coupé est le pouce de la main droite
- Joy Anna Thielemans (nl) : Armande Claes, victime ayant subi le même mode opératoire que les trois prostituées, six ans auparavant
- Begir Memeti (nl) : Ali, infirmier de Jean-Louis
- Nicole Ernst (de) : Professeur Susi Junge, amie d’Elias
- Jos Dom (nl) : De Kloet
- Bert Haelvoet (nl) : David, garde du corps de Marius
- Alessija Lause (hr) : Gisela
- Hans Hohlbein (de) : Siegmund
- Thomas Knuth-Winterfeldt (da) : Flinker
- Mads Riisom (da) : Robert Nielsen, petit frère de Billy mettant le feu à l’abattoir située sur l’île Falster
- Ramadan Huseini (no) : Stanislɵv
- Karin Bertling (sv) : Mère de Liv
- Ingo Nommsen (de) : Chroniqueur judiciaire
- Daniel Littau (de) : Emil
- Manou Kersting (nl) : Client de Fifi
- Kadèr Gürbüz (nl) : Halima Khan
- Peter Post : Reporter de La Haye

- Version française
  - Société de doublage : Nice Fellow
  - Direction artistique : Blanche Ravalec
  - Adaptation des dialogues : /

Sources VF : RS Doublage et le carton de doublage.

## Production

### Développement

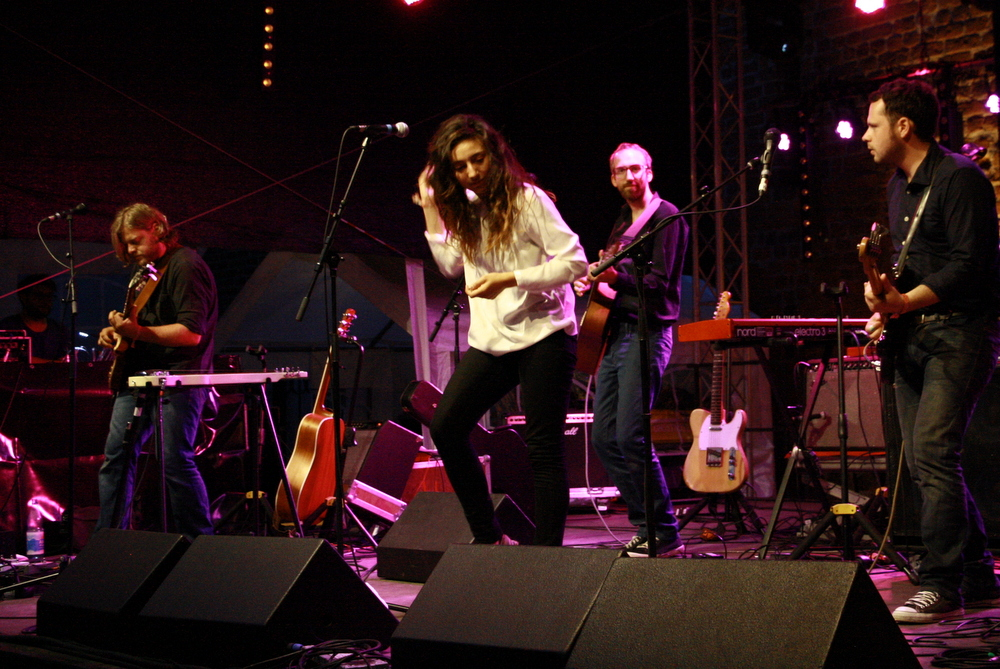
Photo du groupe Intergalactic Lovers

Les auteurs Mai Brostrøm et Peter Thorsboe (The Eagle (en), The Protectors (en)), voulaient montrer le côté sombre de l’Europe : des organisations criminelles profitant du désespoir des gens pour faire de l’esclavage moderne.
Pour la réalisatrice Kathrine Windfeld (da) (The Killing), l’équipe commune d’enquête était l’occasion de montrer « l’efficacité des services de Bruxelles » et de créer un scénario aux ramifications internationales.
La chanson du générique d’ouverture de la série est Northern Rd. du groupe belge de rock indépendant Intergalactic Lovers, présente sur leur album Little Heavy Burdens (en).
Le tournage de la série débute le 21 octobre 2013 à Copenhague. Il doit s’étaler pendant 133 jours au Danemark, en Belgique, en Allemagne, en Autriche et en Suisse. Chaque épisode est doté d'un budget de 2,5 millions d'euros.

### Fiche technique
- Titre original et français : The Team (littéralement L’équipe)
- Création : Mai Brostrøm et Peter Thorsboe
- Réalisation : Kasper Gaardsøe et Kathrine Windfeld (da)
- Scénario : Mai Brostrøm et Peter Thorsboe
- Direction artistique : Knirke Madelung
- Décors : Søren Gam
- Costumes : Charlotte Willems
- Photographie : Jan Pallesen, Morten Søborg et Lars Vestergaard
- Montage : Per K. Kirkegaard (épisodes 1 & 2), Janne Bjerg Sørensen (épisodes 3 & 4), Andri Steinn Gudjonsson (épisodes 5 & 6)
- Musique : Jean-Paul Wall
- Casting : Tanja Grunwald
- Production : Stinna Lassen, Tim Martens, Peter Nadermann et Andi Wecker
  - Coproduction : Alex Verbaere, David Claikens, Ricus Jansegers et Anja Daelemans
- Sociétés de production : Network Movie (Allemagne), Lunanime (Belgique), Nordisk Film Production (Danemark), Superfilm (Autriche).
  - en association avec C-Films (Suisse).
  - en coproduction avec ZDF (Allemagne), BNP Paribas Fortis Film Finance (Belgique), SVT (Suède), Arte (France/Allemagne), ORF (Autriche) et vtm (Belgique).
  - avec la participation de DR (Danemark), SRF (Suisse) et RTS (Suisse).
- Sociétés de distribution : ZDF Enterprises (monde), Lumière (Benelux), Nordisk Film Distribution (Scandinavie).
- Pays d’origine :  Allemagne,  Danemark,  Belgique et  Autriche
- Langues originales : Allemand, danois, néerlandais, suédois, français et anglais
- Format : couleur - 16:9
- Genre : Policier
- Durée : 16 × 55 minutes (440 minutes)

### Diffusion internationale
- Danemark : à partir du 22 février 2015 sur DR1 sous le titre Mord uden grænser (Assassinats sans frontières)[8] ;
- Suisse : à partir du 28 février 2015 sur SRF1 (version allemande)[9] ;
- Autriche : à partir du 5 mars 2015 sur ORF eins[10] ;
- Allemagne : à partir du 8 mars 2015 sur ZDF[11] ;
- Suède : à partir du 13 mars 2015 sur SVT1[12] ;
- Belgique : [Quand ?] sur vtm (version néerlandaise) ;
- France : à partir du 20 août 2015 sur Arte[13].

## Épisodes
Pour les deux saisons de huit épisodes chacun, les épisodes, sans titre, sont numérotés de un à huit.

## Univers de la série

### Équipe commune d’enquête
La série met en scène une « équipe commune d’enquête » (ECE), un réel instrument des agences européennes de police et de justice, Europol et Eurojust. Cet outil a été adopté par l’Union européenne en 2002 afin de permettre aux magistrats et aux enquêteurs de différentes nationalités de coopérer sur une même affaire. En pratique, les États peuvent plus facilement échanger des renseignements, mener des opérations conjointes, et les policiers d’un pays peuvent enquêter dans un autre pays. En 2014, 122 ECE ont été formées contre 102 en 2013. Par exemple, elles ont été utilisées pour la tuerie de Chevaline de 2012 et pour l’affaire de la fraude à la viande de cheval de 2013.

## Accueil

### Audiences
Au Danemark, le pilote de la série a rassemblé 1,46 million de téléspectateurs, soit 55 % du public. L’audience a ensuite diminué jusqu’à 711 000 télépsectateurs, attirant en moyenne 1,01 million de Danois sur les huit épisodes.
En Allemagne, le premier épisode est suivi par 3,91 millions de téléspectateurs, soit 19,8 % du public, et le dernier par 3,11 millions d’Allemands, soit 13,3 % du public.
En Suède, le pilote attire 550 000 téléspectateurs, soit 19 % de part d’audience. Les audiences baissent également jusqu’à 363 000 téléspectateurs, et les huit épisodes rassemblent en moyenne 374 000 téléspectateurs, représentant 14 % du public.
En France, le premier épisode de la série attire 930 000 téléspectateurs, soit 4,6 % du public, et 891 000 téléspectateurs (4,9 % de part de marché) restent devant le second épisode. Il s’agit de la deuxième meilleure audience de l’année sur la case du jeudi pour Arte, qui se place également en tête des chaînes de la TNT lors de la soirée. La semaine suivante, le troisième épisode est suivi par 865 000 téléspectateurs, soit 3,7 % de part de marché.

### Réception critique
Pour Renaud Machart, du Monde, la série est une remarquable coproduction européenne, d'une « saisissante qualité » avec un excellent scénario. Elle reprend « les codes narratifs et visuels des meilleures séries nord-américaines » et développe la vie personnelle des policiers. De plus la série est multilingue : « chaque policier parle sa langue dans son pays » et l'anglais lorsqu'ils sont réunis. Pour Pierre Ancery, de Télérama, c'est une « série ambitieuse à l'intrigue classique » mais qui s'étend à travers les frontières. Le point le plus intéressant est la « psychologie des personnages, forcés de collaborer malgré leurs caractères différents ».
Pour Pierre Sérisier, du Monde, « l’idée de la série est louable » mais l’intrigue se déroule sans accroche. La coopération totalement harmonieuse entre les polices des différents pays est peu réaliste. On s’attend plutôt à voir des ratés administratifs, des rivalités entre policiers et des différences dans les méthodes d’investigation. De plus, le « passé des personnages manque d’épaisseur et d’originalité » et « l’enquête progresse à une vitesse vertigineuse ».

## Produits dérivés

### Sorties en DVD et Blu-ray
- The Team, est sortie en France le 26 août 2015 en coffret de trois DVD, comprenant un making-of d’une durée de 15 minutes[21].